# The Show
The Show (tiếng Hàn Quốc: 더쇼) là một chương trình truyền hình âm nhạc của Hàn Quốc được phát sóng bởi kênh SBS MTV. Chương trình được chiếu trực tiếp vào mỗi thứ ba hàng tuần lúc 18:00 KST. The Show được phát sóng từ SBS Prism Tower ở Sangam-dong, Seoul, Hàn Quốc.

## Hệ thống giải thưởng
Bảng xếp hạng của The Show được giới thiệu vào đầu mùa thứ tư vào ngày 28 tháng 10 năm 2014 và đặt tên là The Show Choice. Giải thưởng của chương trình được tính theo các tiêu chí kết hợp dựa trên fan hâm mộ K-pop ở Hàn Quốc và Trung Quốc. 3 ứng cử viên được chọn từ các ca sĩ, diễn viên mỗi tuần và người chiến thắng của The Show Choice được tính theo các tiêu chí:
- Pre-score: Tổng số 90%, gồm Digital + Doanh số album + Lượt xem MV youtube + Bình chọn trên starpass từ Thứ 6 tới thứ 2 tuần kế tiếp + điểm từ các chuyên gia
- Bình chọn trực tiếp (chỉ đề cử cho The Show Choice): Tổng số 10%, gồm Bình chọn trên Starpass

## Người dẫn chương trình
- Mùa 1
  - Luna (f(x)), Hyosung (Secret) (15 tháng 4 - 30 tháng 9 năm 2011)
  - Himchan (BAP), Hyeri (Girl's Day) (07 tháng 10 - 16 tháng 12 năm 2011)
- Mùa 2
  - Minhyuk, Sungjae (BtoB) (23 tháng 3 - 19 tháng 10 năm 2012)[3]
  - Zico, P.O (Block B) (26 tháng 10 - 21 Tháng 12 năm 2012)[4]
- Mùa 3
  - Gyuri, Seungyeon (Kara) (08 tháng 10 năm 2013 - 27 tháng 5 năm 2014)
  - Jiyeon (T-ara), Hyeri (Girl's Day), Jung Wook (03 tháng 6 - 21 tháng 10 năm 2014)[5]
- Mùa 4
  - Hyeri (Girl's Day) (28 tháng 10 năm 2014 - 20 tháng 1 năm 2015)
  - Hongbin (VIXX) (03 tháng 3 - ngày 13 tháng 10 năm 2015)[6]
  - Zhou Mi (Super Junior-M), Jiyeon (T-ara) (28 tháng 10 năm 2014 - 08 tháng 12 năm 2015)
- Mùa 5
  - Zhou Mi (Super Junior-M) (26 tháng 1 – 2 tháng 8 năm 2016)
  - Yerin (GFriend) (26 tháng 1 - 6 tháng 9 năm 2016)[7]
  - Wooshin (UP10TION), Jeon Somi (11 tháng 10 năm 2016 - 25 tháng 4 năm 2017)
  - P.O (Block B), Jeonghwa (EXID), Yeonwoo (16 tháng 5 - 29 tháng 8 năm 2017)
  - Youngjae (Got7), JooE (Momoland), Hohyeon (TRCNG) (17 tháng 10 năm 2017 - 8 tháng 5 năm 2018)
  - Yeeun (CLC), Jeno (NCT), Kim Yong-guk (22 tháng 5 - 23 tháng 10 năm 2018)
  - Yeeun (CLC), Jeno (NCT) (30 tháng 10 năm 2018 - 26 tháng 11 năm 2019)
  - Kim Min-kyu (Produce X 101), Juyeon (The Boyz), Sihyeon (EVERGLOW) (11 tháng 2 năm 2020 - 26 tháng 1 năm 2021)
  - Yeosang (Ateez), Kim Yo-han (WEi), Jihan (Weeekly) (2 tháng 3 - 14 tháng 12 năm 2021)
  - Yeosang (Ateez), Minhee (Cravity), Chaehyun (Kep1er) (25 tháng 1 năm 2022 - 14 tháng 03 năm 2023)
  - Yeosang (Ateez), Ahn Hyeong Seop (TEMPEST), Xiaojun (NCT) (4 tháng 4 năm 2023 - nay)

## Chiến thắng The Show Choice

### 2014
|   | Triple Crown                    |
|   | Điểm số cao nhất vào năm 2014   |
| — | Chương trình không được tổ chức |

| Tập | Thời gian   | Nghệ sĩ               | Ca khúc         | Điểm  |
| --- | ----------- | --------------------- | --------------- | ----- |
| 1   | 28 tháng 10 | VIXX1st, 2nd          | "Error"1st, 2nd | 9,850 |
| 2   | 4 tháng 11  | VIXX1st, 2nd          | "Error"1st, 2nd | 8,059 |
| 3   | 11 tháng 11 | Boyfriend1st          | "Witch"1st      | 7,669 |
| 4   | 18 tháng 11 | Zhou Mi1st            | "Rewind"1st     | 8,114 |
| 5   | 25 tháng 11 | Hyolyn và Jooyoung1st | "Erase"1st      | 7,415 |
| 6   | 2 tháng 12  | Apink1st, 2nd, 3rd    | "LUV"           | 7,237 |
| 7   | 9 tháng 12  | Apink1st, 2nd, 3rd    | "LUV"           | 8,257 |
| 8   | 16 tháng 12 | Apink1st, 2nd, 3rd    | "LUV"           | 8,498 |
| 9   | 23 tháng 12 |                       |                 |       |
| 10  | 30 tháng 12 |                       |                 |       |

### 2015
|   | Triple Crown                    |
|   | Điểm số cao nhất vào năm 2014   |
| — | Chương trình không được tổ chức |

| Tập | Thời gian   | Nghệ sĩ                 | Ca khúc                 | Điểm                    |
| --- | ----------- | ----------------------- | ----------------------- | ----------------------- |
| 11  | 13 tháng 1  | EXID1st                 | "Up & Down"1st          | 8,165                   |
| 12  | 20 tháng 1  | Jonghyun1st, 2nd        | "Déjà-Boo"1st, 2nd      | 8,604                   |
| 13  | 27 tháng 1  | Jonghyun1st, 2nd        | "Déjà-Boo"1st, 2nd      | 7,388                   |
| 14  | 3 tháng 2   | Infinite H1st, 2nd      | "Pretty"1st, 2nd        | 7,572                   |
| 15  | 10 tháng 2  | Infinite H1st, 2nd      | "Pretty"1st, 2nd        | 8,382                   |
| 16  | 17 tháng 2  | U-KISS1st               | "Playground"1st         | China Choice            |
| 17  | 24 tháng 2  |                         |                         |                         |
| 18  | 3 tháng 3   | VIXX3rd, 4th, 5th       | "Love Equation"         | 8,250                   |
| 19  | 10 tháng 3  | VIXX3rd, 4th, 5th       | "Love Equation"         | 8,254                   |
| 20  | 17 tháng 3  | VIXX3rd, 4th, 5th       | "Love Equation"         | 7,941                   |
| 21  | 24 tháng 3  | Boyfriend2nd            | "Bounce"1st             | 8,084                   |
| 22  | 31 tháng 3  | Red Velvet1st           | "Ice Cream Cake"1st     | 7,138                   |
| 23  | 7 tháng 4   | FTISLAND1st, 2nd        | "Pray"1st, 2nd          | 7,832                   |
| 24  | 14 tháng 4  | FTISLAND1st, 2nd        | "Pray"1st, 2nd          | 7,728                   |
| 25  | 21 tháng 4  | EXID1st                 | "Ah Yeah"1st            | 7,117                   |
| 26  | 28 tháng 4  | EXO1st                  | "Call Me Baby"1st       | 8,227                   |
| 27  | 5 tháng 5   | BTS1st, 2nd             | "I Need U"1st, 2nd      | 8,078                   |
| 28  | 12 tháng 5  | BTS1st, 2nd             | "I Need U"1st, 2nd      | 8,442                   |
| 29  | 19 tháng 5  | Kim Suncg-kyu1st        | "The Answer"1st         | 8,413                   |
| —   | 26 tháng 5  | UNIQ1st                 | "EOEO"1st               | China Choice            |
| 30  | 2 tháng 6   | Kara1st                 | "Cupid"1st              | 8,274                   |
| 31  | 9 tháng 6   | SHINee1st               | "View"1st               | 7,861                   |
| 32  | 16 tháng 6  | EXO2nd                  | "Love Me Right"1st      | 8,317                   |
| 33  | 23 tháng 6  | 2PM1st                  | "My House"1st           | 8,516                   |
| 34  | 30 tháng 6  | Teen Top1st             | "Ah-Ah"1st              | 7,218                   |
| 35  | 7 tháng 7   | AOA1st                  | "Heart Attack"1st       | 7,416                   |
| 36  | 14 tháng 7  | Girls' Generation1st    | "Party"1st              | 8,286                   |
| 37  | 21 tháng 7  | Infinite1st, 2nd        | "Bad"1st, 2nd           | 8,648                   |
| 38  | 28 tháng 7  | Infinite1st, 2nd        | "Bad"1st, 2nd           | 8,657                   |
| 39  | 4 tháng 8   | Summer K-Pop Festival   | Summer K-Pop Festival   | Summer K-Pop Festival   |
| 40  | 11 tháng 8  | Summer K-Pop Festival   | Summer K-Pop Festival   | Summer K-Pop Festival   |
| 41  | 18 tháng 8  | Summer K-Pop Festival   | Summer K-Pop Festival   | Summer K-Pop Festival   |
| 42  | 25 tháng 8  | Girls' Generation2nd    | "Lion Heart"1st         | 7,295                   |
| 43  | 1 tháng 9   | VIXX LR1st              | "Beautiful Liar"1st     | 9,464                   |
| —   | 8 tháng 9   |                         |                         |                         |
| 44  | 15 tháng 9  | Red Velvet2nd           | "Dumb Dumb"1st          | 7,498                   |
| 45  | 22 tháng 9  | CNBLUE1st, 2nd          | "Cinderella"1st, 2nd    | 8,607                   |
| 46  | 29 tháng 9  | CNBLUE1st, 2nd          | "Cinderella"1st, 2nd    | 8,545                   |
| 47  | 6 tháng 10  | GOT71st, 2nd, 3rd       | "If You Do"             | 8,981                   |
| 48  | 13 tháng 10 | GOT71st, 2nd, 3rd       | "If You Do"             | 8,598                   |
| 49  | 20 tháng 10 | GOT71st, 2nd, 3rd       | "If You Do"             | 9,241                   |
| 50  | 27 tháng 10 | Kim Dong-wan1st         | "I'm Fine"1st           | 7,402                   |
| 51  | 3 tháng 11  | 2015 Asia Dream Concert | 2015 Asia Dream Concert | 2015 Asia Dream Concert |
| 52  | 10 tháng 11 | f(x)1st                 | "4 Walls"1st            | 8,910                   |
| 53  | 17 tháng 11 | VIXX6th                 | "Chained Up"1st         | 8,914                   |
| 54  | 24 tháng 11 | Lee Hong-gi1st          | "Insensible"1st         | 7,310                   |
| 55  | 1 tháng 12  | B.A.P1st                | "Young, Wild & Free"1st | 7,447                   |
| 56  | 8 tháng 12  | BTS3rd                  | "RUN"1st                | 8,951                   |

### 2016
|   | Triple Crown                    |
|   | Điểm số cao nhất vào năm 2016   |
| — | Chương trình không được tổ chức |

| Tập | Thời gian  | Nghệ sĩ           | Ca khúc                  | Điểm  |
| --- | ---------- | ----------------- | ------------------------ | ----- |
| 57  | 26 tháng 1 | Teen Top2nd       | "Warning Sign"1st        | 8,473 |
| 58  | 2 tháng 2  | GFriend1st        | "Rough"1st               | 8,044 |
| —   | 9 tháng 2  |                   |                          |       |
| 59  | 16 tháng 2 | GFriend2nd        | "Rough"2nd               | 7,653 |
| 60  | 23 tháng 2 | SS3011st          | "Pain"1st                | 7,062 |
| 61  | 1 tháng 3  | Taemin1st         | "Press Your Number"1st   | 8,397 |
| 62  | 8 tháng 3  | B.A.P2nd          | "Feel So Good"1st        | 7,876 |
| 63  | 15 tháng 3 | Mamamoo1st        | "You're The Best"1st     | 7,642 |
| 64  | 22 tháng 3 | Red Velvet3rd     | "One Of These Nights"1st | 7,823 |
| 65  | 29 tháng 3 | GOT74th, 5th      | "Fly"1st, 2nd            | 9,025 |
| 66  | 5 tháng 4  | GOT74th, 5th      | "Fly"1st, 2nd            | 9,108 |
| 67  | 12 tháng 4 | CNBLUE3rd, 4th    | "You're So Fine"1st, 2nd | 7,690 |
| 68  | 19 tháng 4 | CNBLUE3rd, 4th    | "You're So Fine"1st, 2nd | 8,385 |
| 69  | 26 tháng 4 | VIXX7th, 8th, 9th | "Dynamite"               | 8,841 |
| 70  | 3 tháng 5  | VIXX7th, 8th, 9th | "Dynamite"               | 8,208 |
| 71  | 10 tháng 5 | VIXX7th, 8th, 9th | "Dynamite"               | 8,220 |
| 72  | 17 tháng 5 | Tiffany1st        | "I Just Wanna Dance"1st  | 7,898 |
| 73  | 24 tháng 5 | AOA2nd            | "Good Luck"1st           | 8,192 |
| 74  | 31 tháng 5 | Jonghyun3rd       | "She Is"1st              | 8,644 |
| —   | 7 tháng 6  |                   |                          |       |
| 75  | 14 tháng 6 | EXID3rd           | "L.I.E."1st              | 8,924 |
| 76  | 21 tháng 6 |                   |                          |       |

## Thành tích của các nghệ sĩ
2014
| Nghệ sĩ | Bài hát | Ngày tháng        |
| ------- | ------- | ----------------- |
| Apink   | "LUV"   | 2, 9, 16 tháng 12 |

2015
| Nghệ sĩ | Bài hát         | Ngày tháng         |
| ------- | --------------- | ------------------ |
| VIXX    | "Love Equation" | 3, 10, 17 tháng 3  |
| GOT7    | "If You Do"     | 6, 13, 20 tháng 10 |

| Vị thứ | Nghệ sĩ           | Số lần | Năm hoạt động |
| ------ | ----------------- | ------ | ------------- |
| 1      | VIXX              | 6 lần  | 2012          |
| 2      | Apink             | 3 lần  | 2011          |
| 2      | GOT7              | 3 lần  | 2014          |
| 2      | BTS               | 3 lần  | 2013          |
| 3      | FTISLAND          | 2 lần  | 2007          |
| 3      | Girls' Generation | 2 lần  | 2007          |
| 3      | CNBLUE            | 2 lần  | 2009          |
| 3      | Infinite          | 2 lần  | 2010          |
| 3      | Teen Top          | 2 lần  | 2010          |
| 3      | Boyfriend         | 2 lần  | 2011          |
| 3      | EXO               | 2 lần  | 2012          |
| 3      | EXID              | 2 lần  | 2012          |
| 3      | INFINITE H        | 2 lần  | 2013          |
| 3      | Red Velvet        | 2 lần  | 2014          |
| 3      | Jonghyun          | 2 lần  | 2015          |

Top 10 điểm cao nhất (28 tháng 10 năm 2014 – nay)
| Rank | Nghệ sĩ  | Bài hát        | Điểm       | Ngày                 |
| ---- | -------- | -------------- | ---------- | -------------------- |
| 1    | VIXX     | Error          | 9.850 điểm | 28 tháng 10 năm 2014 |
| 2    | VIXX LR  | Beautiful Liar | 9.464 điểm | 1 tháng 9 năm 2015   |
| 3    | GOT7     | If You Do      | 9.241 điểm | 20 tháng 10 năm 2015 |
| 4    | GOT7     | If You Do      | 8.981 điểm | 6 tháng 10 năm 2015  |
| 5    | BTS      | Run            | 8.951 điểm | 8 tháng 12 năm 2015  |
| 6    | VIXX     | Chained Up     | 8.914 điểm | 17 tháng 11 năm 2015 |
| 7    | f(x)     | 4 Walls        | 8.910 điểm | 10 tháng 11 năm 2015 |
| 8    | Infinite | Bad            | 8.657 điểm | 28 tháng 7 năm 2015  |
| 9    | Infinite | Bad            | 8.648 điểm | 21 tháng 7 năm 2015  |
| 10   | CNBLUE   | Cinderella     | 8.607 điểm | 22 tháng 9 năm 2015  |